# Syrisca arabs
Syrisca arabs là một loài nhện trong họ Miturgidae.
Loài này thuộc chi Syrisca. Syrisca arabs được Eugène Simon miêu tả năm 1906.